# 九九式高等練習機
キ55 九九式高等練習機
陸軍航空士官学校の九九式高等練習機（キ55）
- 用途：練習機
- 分類：高等練習機
- 設計者：遠藤良吉
- 製造者：立川飛行機、川崎航空機
- 運用者

  - 日本（陸軍・民間）
  - 満洲国（飛行隊）
  - タイ王国（空軍）
  - 中華民国（空軍）
  - 中華人民共和国（空軍）
- 初飛行：1939年4月
- 生産数：1,386機
- 運用開始：1939年7月
- 退役：1945年（大日本帝国陸軍）
1951年（タイ王国空軍）
- 運用状況：退役

九九式高等練習機（きゅうきゅうしき こうとう れんしゅうき）は、第二次世界大戦時の大日本帝国陸軍の練習機。キ番号（試作名称）はキ55。略称には「九九式高練」や「九九高練」がある。連合軍のコードネームはIda（アイーダ）。立川飛行機（現・立飛ホールディングス）が開発し、立川飛行機と川崎航空機（現・川崎重工業航空宇宙カンパニー）で製造された。

## 開発
1935年（昭和10年）以降の航空機の発達は急速なもので、特に1937年（昭和12年）に制式採用された九七式戦闘機、九七式軽爆撃機、九七式司令部偵察機などは低翼単葉機で、陸軍はそれまでの九五式一型練習機などの複葉機に代わる近代的な練習機の必要性を感じていた。折りしも、1938年（昭和13年）に制式採用された九八式直接協同偵察機（キ36、九八式直協）の低速安定性に注目した陸軍は、翌1939年（昭和14年）に立川に対して九八式直協を練習機に改造したキ55の開発を指示した。立川では開発期間を短縮するため、製作途中の九八式直協2機を改造して原型機とすることにし、同年3月と4月に原型機2機を完成させた。陸軍の審査の結果は良好で、1939年7月に九九式高等練習機として制式採用された。

## 機体
九九式高練は基本的な機体構造は九八式直協と同じだが、一部の機体は主脚のスパッツ（カバー）が廃止されている点が外観上の大きな違いだった。直協機と異なり通信と爆撃の装備は廃止され、後部旋回機関銃も廃止されたが、機首の固定機関銃はそのまま残された。後席は教官ないし助教席となり、操縦装置や計器板が新たに追加された。

## 生産・運用

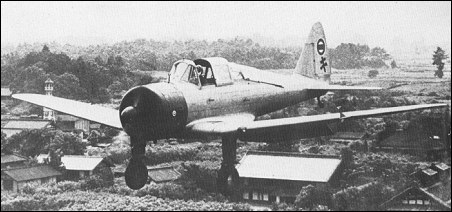
熊谷陸軍飛行学校の九九式高練。主脚のスパッツが外されている。

1940年（昭和15年）から本格的に配備が始まり、新型練習機として陸軍飛行学校などで広く使用された。ただ、九八直協と同様に翼端失速の癖があったため、低空飛行時の急な引き起こし操作は厳禁とされた。それ以外の操縦性や運動性は良好で、操縦や整備が容易という九八直協の長所を引き継いでおり、高等練習機としては申し分のない機体であった。
生産は立川と川崎航空機で行われ、1943年（昭和18年）までに立川で1,075機、川崎で311機の合計1,386機が生産された。この内一部の機体は立川式99T複座自家用機という名称で、民間の航空機乗員養成所で使用された。後継機として二式高等練習機が開発されたが、生産機数が少なく、終戦まで陸軍の高等練習機の主力は本機だった。
生産された機体の大半は日本陸軍の飛行学校で運用されたが、一部の機体は日本の「傀儡政権」だった満洲国や、日泰攻守同盟条約締結下（1941年12月21日から日本の降伏文書署名の1945年9月2日までの期間）のタイ王国にも輸出された。満州国では満洲国軍飛行隊の陸軍飛行学校でも用いられた。タイ王国空軍は1942年（昭和17年）に本機を導入し、B.F.6タチカワの名称で24機が運用された。1945年の日本の敗戦時点でも22機が残存し、18機が可動状態にあったが、1951年（昭和26年）まで運用された。
このほか、国共内戦時は中華民国空軍が運用したほか、東北民主連軍航空学校では元日本軍の軍人が教官となり使用された。

## 現存する機体

タイ王国空軍博物館の現存機

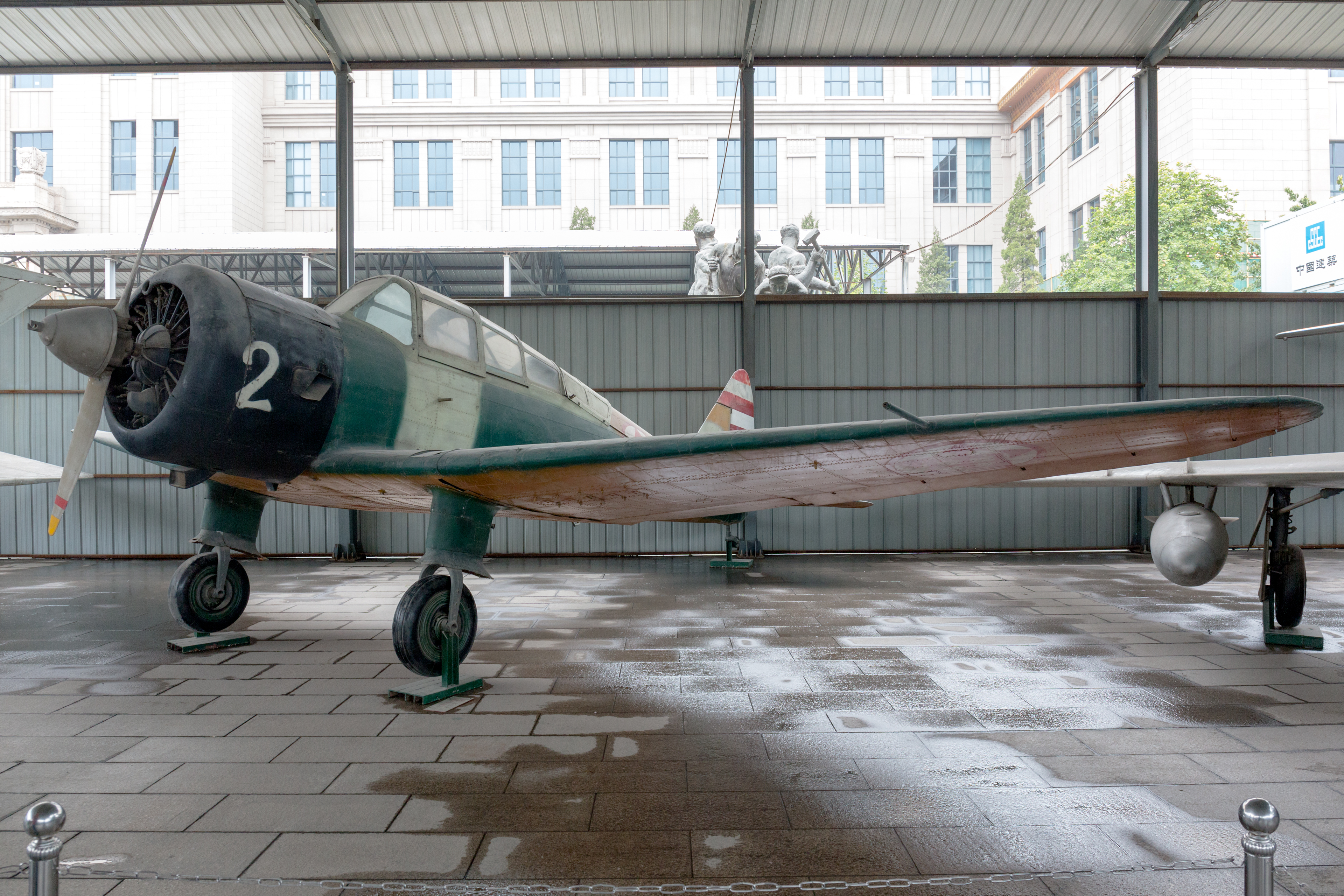
中国人民革命軍事博物館の現存機

日本に残存する機体は無いが、タイと中華人民共和国（中国）で運用された機体が3機現存する。

### タイ
タイ王国空軍で運用された機体のうち、1機がタイ王国空軍博物館（バンコク）に展示されている。前部風防が破損しピトー管と照準器が欠落しているが、現状では空調の効いた屋内施設で展示されており、コンディションは良好と思われる。

### 中華人民共和国
また、国共内戦時に運用されたものが、中国の中国人民革命軍事博物館と中国空軍航空博物館（いずれも北京市）に展示されている。これらは屋外展示されていると思われる。

## 性能諸元
- 全長： 8.00 m
- 全幅： 11.80 m
- 全高： 3.64 m
- 主翼面積： 18.1 m2
- 自重： 1,292 kg
- 全備重量： 1,721 kg
- エンジン： 日立 ハ13甲 空冷単列星型9気筒エンジン 510 hp/2300 rpm(離昇) ×1
- 最大速度： 349 km/h
- 航続距離： 1,060 km
- 実用上昇限度： 8,180 m
- 乗員： 2 名
- 武装： 
  - 7.7 mm機関銃（八九式固定機関銃）×1

## 登場作品
『翼の凱歌』
1942年に公開された日本映画。熊谷陸軍飛行学校の機体が登場する。
『白雲瓢瓢的時代（白云飘飘的年代）』
2013年に中国航空局テレビ芸術センター（中國大陸空政电视艺术中心）が制作した、創設期の中国人民解放軍空軍を描いたテレビドラマ。降伏した日本軍の機体が東北民主連軍航空学校の練習機としてほぼ毎回登場する。
撮影では、駐機しているシーンはレプリカが用いられ、飛行シーンはCGで制作された。